# Delarbrea paradoxa
Delarbrea paradoxa là một loài thực vật có hoa trong họ Myodocarpaceae. Loài này được Eugène Vieillard mô tả khoa học đầu tiên năm 1865.